# 稻葉貴子
稻葉貴子（いなば あつこ，1974年3月13日—），早安家族所屬的日本歌手、藝人。
稻葉貴子最初以「大阪勁舞娃娃」的團員身份出道。之後參加東京電視台選秀節目『ASAYAN』而被選中，1999年4月以淳君製作的歌唱跳舞團體『太陽與月亮』的團員身份再次出道。出道單曲「月亮與太陽」發行首週就獲得日本ORICON公信榜第名而創下ASAYAN出道團體初登場最高紀錄。之後連續4個月發行4張單曲人氣持續高漲。2000年4月團名改為「T&C BOMBER」、之後「T&C BOMBER」於2000年10月解散。
自出道起到解散為止1年半的時間內發行了8張單曲2張專輯，共舉辦過108場演唱會。T&C BOMBER解散後與平家充代、早安少女組。等身為「早安家族」的一員繼續參與著演唱會及舞台劇的演出，在演唱會上更擔任主持的重要工作。
除了以早安家族一員的身份活動之外，也替松浦亞彌、藤本美貴等人進行舞蹈編排與指導、或是參與其他藝人歌曲的合音等進行著多樣的活動。現在則是以晚餐秀及舞台劇為活動重點。

## 外部連結
- 稻葉貴子的X（前Twitter）
- 稻葉貴子的Instagram帳戶
- (s)pirit color的X（前Twitter）